# 헛소동

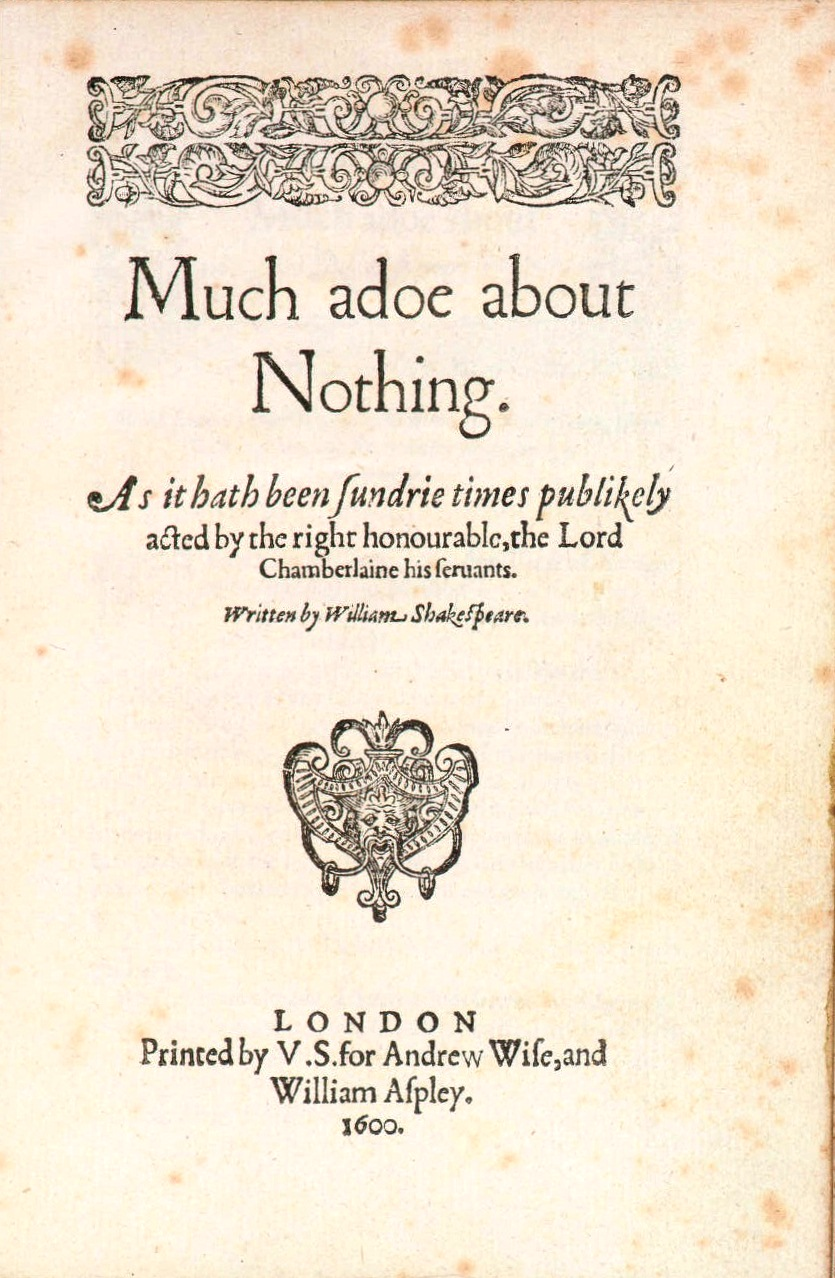

헛소동(Much Ado About Nothing)는 윌리엄 셰익스피어가 1598년에서 1599년 사이에 만든 희곡이다. 「헛소동」은 셰익스피어의 희극 중에서 가장 유쾌하면서도 재기발랄한 작품이다.
피렌체의 백작 클라우디오는 메시나의 총독 레오나토의 딸을 보고 첫눈에 반한다. 사랑에 빠진 젊은 연인은 결혼식 준비로 들뜬다. 축제 분위기는 돈 존의 계략으로 한순간에 얼어붙는다. 연인은 서로를 오해하고, 결혼식은 무산된다. 원숙기에 접어든 대가의 극작술이 돋보인다.

## 줄거리
헛소동은 이탈리아를 무대로 화려한 사랑 싸움과 재기발랄한 기지의 입씨름이 볼 만하고, 셰익스피어 특유의 웃음과 낭만을 선물하면서 해피 엔딩으로 끝나는 작품이다. 결혼을 앞둔 남녀가 음모와 오해로 인해 헤어질 뻔하다가 결국 결혼하게 되는 스토리다.
이 작품은 세 개의 줄거리가 조화를 이루고 있다. 클로디오와 헤로를 주축으로 한 것과 베네디크와 베아트리체를 중심으로 한 것, 그리고 도그베리와 버지스 사이에 벌어지는 이야기를 그린 것.
이탈리아의 시칠리아 섬에서 네 남녀가 만나면서 이야기는 시작된다. 사랑에 빠진 클로디오와 헤로는 결혼을 약속하지만, 다른 두 주인공인 베네디크와 베아트리체는 만나기만 하면 불꽃 튀는 입씨름을 벌이게 되는데...
헛소동의 극중 인물 중 가장 대표적인 존재는 베아트리체와 베네디크이다. 베아트리체는 명랑하면서도 정열과 활력, 기지를 지닌 인물이다. 그녀의 두드러진 특징은 사람을 잘 놀리고 곧잘 업신여기는 심성을 지니고 있다는 것이다. 그러나 그녀에게는 전혀 악의가 없었음이 이 작품의 말미에서 드러난다.
이 작품은 작품 속 사건들을 그저 한바탕 소동으로, 아무것도 아닌 것으로 만들어버리고 연극도 신나는 춤과 함께 끝이 난다. 헛소동은 생동감 넘치고 긴장과 해소의 역학이 흐르며, 사랑의 따뜻한 정겨움을 동시에 아우르는 작품이다.

## 등장인물
1. 돈 페드로 : 아라곤의 왕자
2. 돈 존 : 돈 페드로의 이복동생
3. 클라우디오 : 돈 페드로의 수행원, 피렌체의 젊은 백작
4. 베네딕 : 돈 페드로의 수행원, 이탈리아 파두아 출신 젊은 귀족
5. 레오나토 : 돈 페드로의 친구, 메시나의 지사
6. 안토니오 : 레오나토의 형
7. 보라치오, 콘라드 : 돈 존의 수행원
8. 헤로 : 레오나토의 딸
9. 베아트리체 : 레오나토의 조카딸
10. 마가레트, 어슐라 : 헤로의 시녀
11. 프란시스 : 수도사
12. 도그베리 : 우둔한 보안관
13. 버지스 : 면장

## 같이 보기
- 윌리엄 셰익스피어